# Mount Bris
Mount Bris ist ein 1673 m hoher Berg an der Davis-Küste des Grahamlands im Norden der Antarktischen Halbinsel. Er ragt als höchste Erhebung des Korten Ridge 1,5 km westlich des Kopfendes des Sabine-Gletschers und 18 km südlich des Kap Kater auf.
Das UK Antarctic Place-Names Committee benannte ihn am 23. September 1960 nach dem französischen Luftfahrtpionier Jean Marie Le Bris (1817–1872), der angeblich im Dezember 1856 den ersten erfolgreichen Gleitflug eines Menschen durchführte.